# Adega (Póvoa de Lanhoso)
Adega era, em 1747, uma aldeia portuguesa da freguesia de Santa Maria de Moure, concelho da Póvoa de Lanhoso, Comarca de Guimarães, Arcebispado de Braga, Província de Entre Douro e Minho.